# Лоран, Люсьен
Люсье́н Лора́н (фр. Lucien Laurent; 10 декабря 1907, Сен-Мор-де-Фоссе, близ Парижа — 11 апреля 2005, Безансон) — французский футболист, известный как автор первого гола в истории чемпионатов мира.

## Биография
В период между 1921 и 1930 годами играл за полупрофессиональный клуб «Серкль Атлетик» из Парижа, основной его работой был завод Пежо. В 1930 году он перешёл в заводскую команду «Сошо», игравшую в чемпионате Франции. В этом же году его начали приглашать в национальную сборную Франции, в составе которой он попал на чемпионат мира 1930 года.
В Уругвае Лоран вошёл в историю футбола, забив 13 июля 1930 года, на 19-й минуте матча против Мексики, первый гол в истории чемпионатов мира. Франция выиграла тот матч со счётом 4:1, но две оставшиеся игры проиграла и не смогла продолжить турнир. В самом начале второго матча против Аргентины Лоран получил серьёзную травму и не смог продолжить игру ни в этом, ни в следующем поединке с Чили.
Травма также помешала Люсьену сыграть на чемпионате мира в Италии, хотя он присутствовал в заявке сборной. В общей сложности Лоран сыграл за сборную Франции 10 игр, забил два гола. В 1936 году Лоран перешёл в «Ренн», за который играл до 1937 года. Затем играл в «Страсбуре» до 1939 года.
| №  | Дата            | Место проведения    | Соперник   | Счёт | Голы | Турнир              |
| 1  | 23 февраля 1930 | Порту, Португалия   | Португалия | 0:2  | -    | Товарищеский матч   |
| 2  | 13 апреля 1930  | Париж, Франция      | Бельгия    | 1:6  | -    | Товарищеский матч   |
| 3  | 13 июля 1930    | Монтевидео, Уругвай | Мексика    | 4:1  | 1    | Чемпионат мира 1930 |
| 4  | 15 июля 1930    | Монтевидео, Уругвай | Аргентина  | 0:1  | -    | Чемпионат мира 1930 |
| 5  | 15 марта 1931   | Париж, Франция      | Германия   | 1:0  | -    | Товарищеский матч   |
| 6  | 14 мая 1931     | Париж, Франция      | Англия     | 5:2  | 1    | Товарищеский матч   |
| 7  | 29 ноября 1931  | Париж, Франция      | Нидерланды | 3:4  | -    | Товарищеский матч   |
| 8  | 20 марта 1932   | Берн, Швейцария     | Швейцария  | 3:3  | -    | Товарищеский матч   |
| 9  | 10 апреля 1932  | Париж, Франция      | Италия     | 1:2  | -    | Товарищеский матч   |
| 10 | 19 мая 1935     | Париж, Франция      | Венгрия    | 2:0  | -    | Товарищеский матч   |

Итого: 10 матчей / 2 гола; 4 победы, 1 ничья, 5 поражений.
Во время Второй мировой войны Лоран служил в армии, попал в плен и провёл три года в лагере военнопленных в Саксонии. После окончания войны он стал работать тренером. Люсьен Лоран является единственным членом сборной образца 1930 года, дожившим до победы Франции на чемпионате мира 1998 года.
Скончался в 2005 году в возрасте 97 лет.

## Достижения
- Финалист Кубка Франции: 1928